# Dongcheng (Peking)

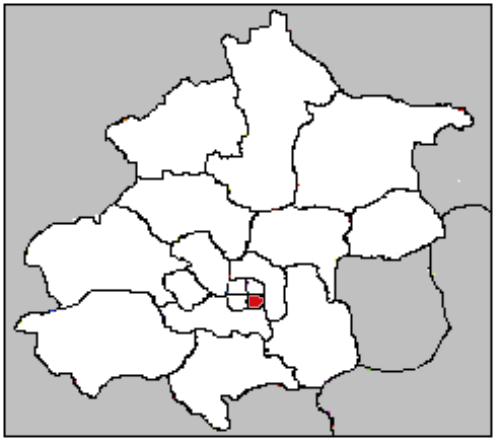
Lage des ehemaligen Stadtbezirks Chongwen (bis 1. Juli 2010) in Peking, der nun Teil des Stadtbezirks Dongcheng geworden ist

Dongcheng (chinesisch 東城區 / 东城区, Pinyin Dōngchéng Qū, übersetzt "östlicher Stadtteil") ist ein Stadtbezirk der chinesischen Hauptstadt Peking. Nachdem am 1. Juli 2010 der Stadtbezirk Chongwen aufgelöst und seine Fläche in Dongcheng integriert wurde, hat er eine Fläche von 41,79 km². Die Einwohnerzahl beträgt 708.829 (Stand: Zensus 2020). Bei der Volkszählung vom November 2010 wurden in Dongcheng 919.253 Einwohner gezählt.

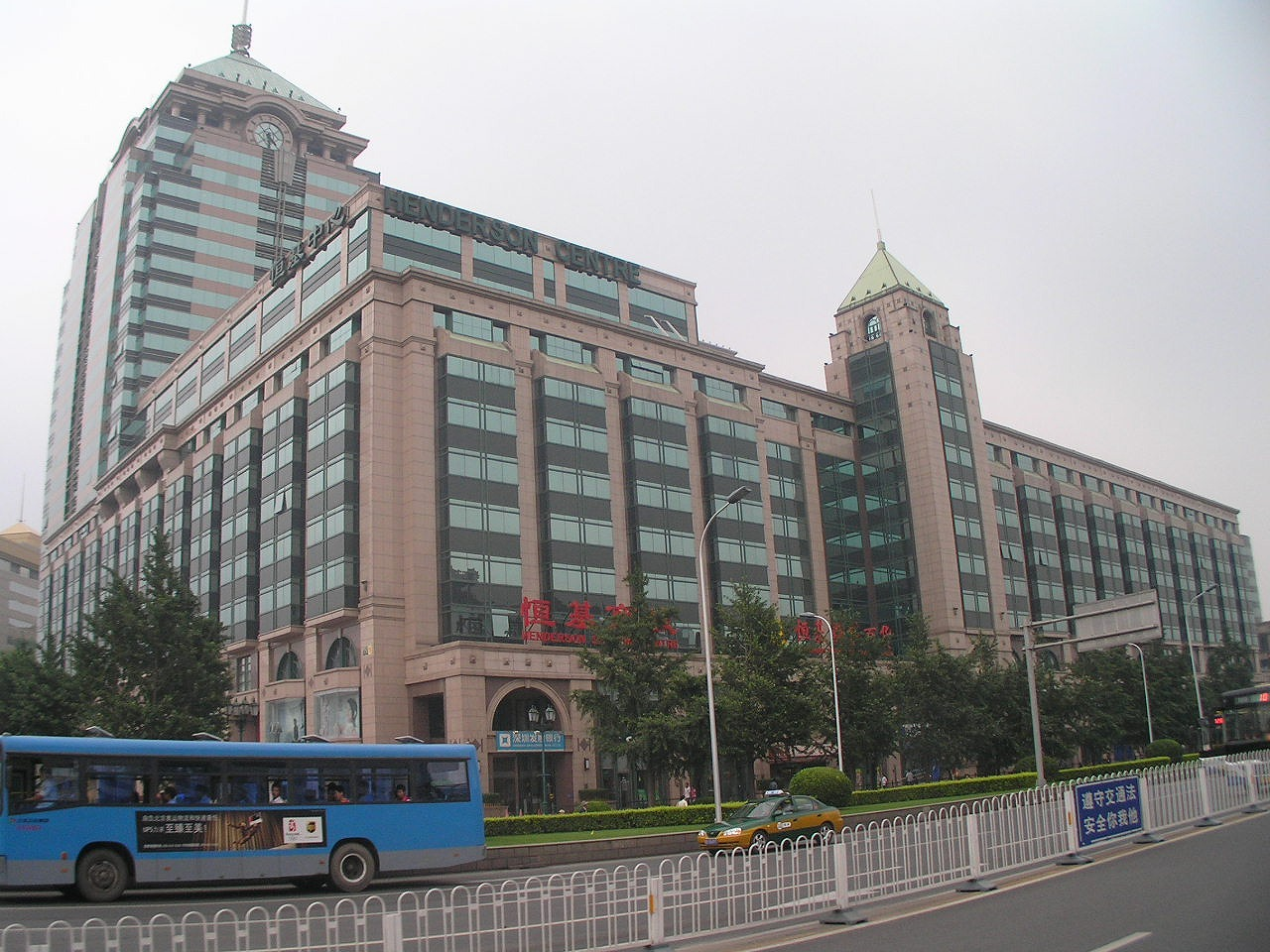
Das Einkaufszentrum "Henderson Center" in der Jianguomennei-Straße

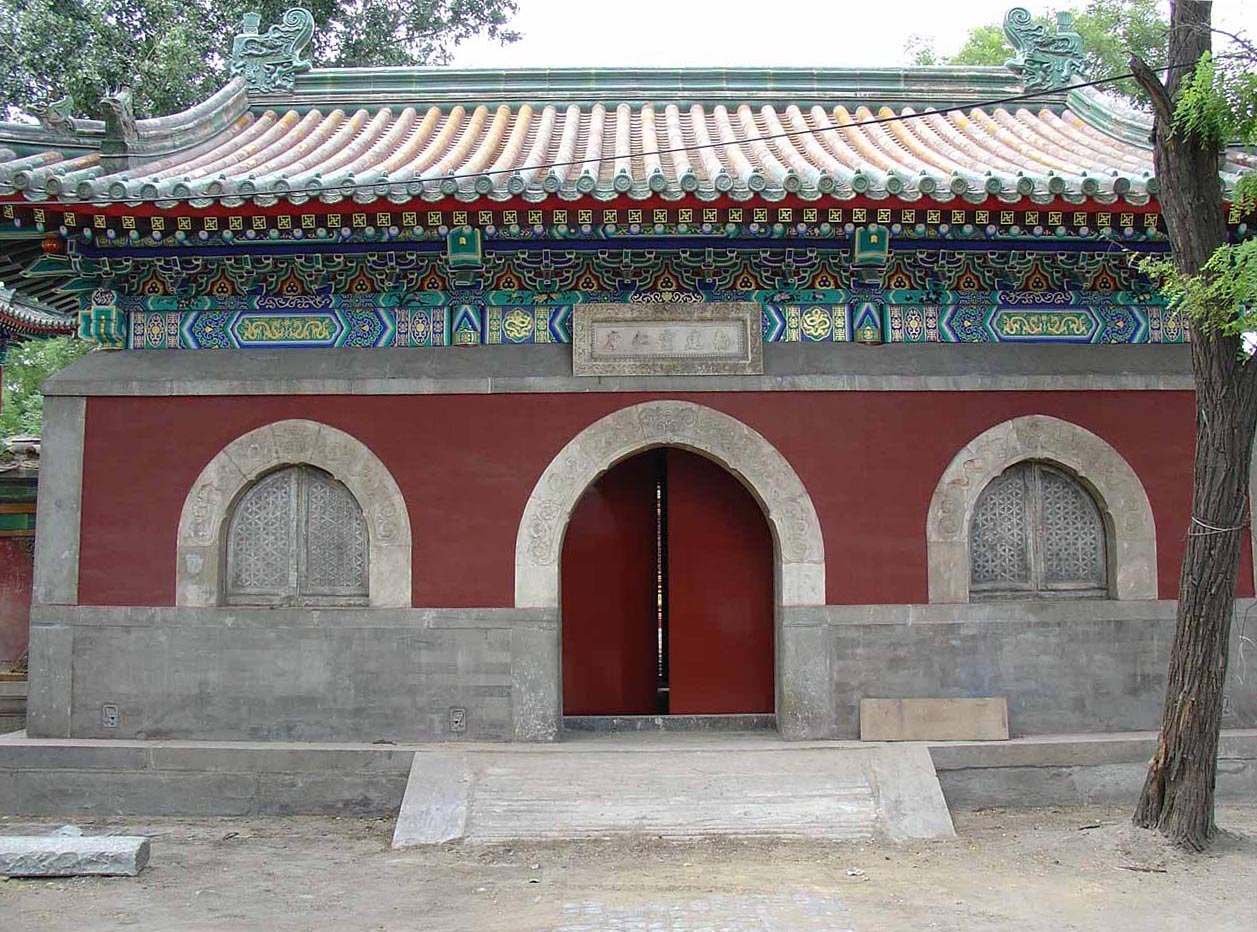
Eingang zum Xuanren-Tempel

## Geographie
Dongcheng liegt im Nordosten des historischen Altstadtkerns.
Der Stadtbezirk beherbergt viele wichtige Straßenzüge und Sehenswürdigkeiten. Wangfujing und Dongdan sind bekannte Einkaufsstraßen im Stadtteil, der östliche Teil der Chang’an Avenue und der nordöstliche Teil der Zweiten Ringstraße gehören ebenfalls zu Dongcheng.

## Administrative Gliederung
Dongcheng setzt sich aus 17 Straßenvierteln zusammen. Diese sind:
- Straßenviertel Andingmen (安定门街道);
- Straßenviertel Beixinqiao (北新桥街道);
- Straßenviertel Chaoyangmen (朝阳门街道);
- Straßenviertel Chongwenmen Wai (崇文门外街道);
- Straßenviertel Donghuamen (东华门街道);
- Straßenviertel Donghuashi (东花市街道);
- Straßenviertel Dongsi (东四街道);
- Straßenviertel Dongzhimen (东直门街道);
- Straßenviertel Hepingli (和平里街道);
- Straßenviertel Jianguomen (建国门街道);
- Straßenviertel Jiaodaokou (交道口街道);
- Straßenviertel Jingshan (景山街道);
- Straßenviertel Longtan (龙潭街道);
- Straßenviertel Qianmen (前门街道);
- Straßenviertel Tiantan (天坛街道);
- Straßenviertel Tiyuguanlu (体育馆路街道);
- Straßenviertel Yongdingmen Wai (永定门外街道).

## Sehenswürdigkeiten
Zu den wichtigsten Sehenswürdigkeiten des Stadtbezirks zählen:
- der Bahnhof Peking;
- der Erdaltar;
- der Himmelstempel;
- der Pekinger Konfuziustempel;
- das Mao-Mausoleum;
- die Chinesische Nationalgalerie;
- das Chinesische Nationalmuseum;
- der Platz am Tor des Himmlischen Friedens
- die Verbotene Stadt;
- der Yonghe Gong;
- der Zhihua-Tempel.